# Cryptochironomus nigrocorporis
Cryptochironomus nigrocorporis är en tvåvingeart som först beskrevs av Freeman 1957.  Cryptochironomus nigrocorporis ingår i släktet Cryptochironomus och familjen fjädermyggor. Inga underarter finns listade i Catalogue of Life.